# Xã Berlin, Quận Steele, Minnesota
Xã Berlin (tiếng Anh: Berlin Township) là một xã thuộc quận Steele, tiểu bang Minnesota, Hoa Kỳ. Năm 2010, dân số của xã này là 519 người.